# Evangelisch-Lutherisches Dekanat Sulzbach-Rosenberg
Das Evangelisch-Lutherische Dekanat Sulzbach-Rosenberg war bis 2024 eines der damals der acht Dekanatsbezirke des Kirchenkreises Regensburg in der Evangelisch-Lutherischen Kirche in Bayern.

## Geografie
Im Flächendekanat Sulzbach-Rosenberg waren drei Regionen zusammengefasst. Der äußerste Westen war landschaftlich noch von der Fränkischen Schweiz geprägt. Im Zentrum des westlichen Dekanatsbezirks lag die alte Herzogsstadt Sulzbach. Diese Gegend ist über Jahrhunderte vom Bergbau und Hüttenwesen geprägt worden. In der Mitte lag Amberg, die ehemalige kurfürstliche Residenzstadt der oberen Pfalz. Der Osten um Schwandorf herum ist Diasporagebiet.

## Geschichte
Das Herzogtum Pfalz-Neuburg war 1505 nach dem Landshuter Erbfolgekrieg entstanden. Pfalzgraf Ottheinrich ließ am 22. Juni 1542 per Edikt die Reformation einführen. Zu seinem Herrschaftsgebiet gehörte auch das Fürstentum Pfalz-Sulzbach, weshalb die Gegend um Sulzbach-Rosenberg bis heute vorwiegend evangelisch geblieben ist.
Die Obere Pfalz im Amberg war in der Reformationszeit mit der Kurpfalz verbunden. Das führt 1567 zur Einführung des reformierten Glaubens durch Kurfürst Friedrich III. Nach 1576 führt sein Nachfolger Kurfürst Ludwig IV. wieder den lutherischen Glauben ein. Nach dessen Tod 1583 wurde gewaltsam wieder das reformierte Bekenntnis durchgesetzt. Am 23. Mai 1614 trat Pfalzgraf Wolfgang Wilhelm zum katholischen Glauben über. Gemäß einem Edikt vom 25. Dezember 1615 wurde der Bevölkerung „erlaubt“, zum katholischen Glauben überzutreten. Nach der Schlacht am Weißen Berg verlor die Pfalz die Kurwürde und die Oberpfalz. Das ermöglichte 1626 den Einzug der Gegenreformation. Durch den Westfälischen Frieden wurden rekatholisierte Gebiete, die im Normaljahr 1624 evangelisch waren, in der Regel wieder evangelisch. In Sulzbach wurden im Jahr 1650 51 katholische und 200 evangelische Familien gezählt. Im Kölnischen Vergleich von 1652 wurde aus dynastischen Erwägungen von Pfalzgraf Christian August in Abstimmung mit seinem katholischen Vetter Wolfgang Wilhelm das Simultaneum eingeführt, das in einigen Kirchen bis auf den heutigen Tag noch besteht. Am 2. Oktober 1957 wurde in Sulzbach das Simultaneum in der alten Stadtpfarrkirche aufgelöst, da die evangelische Gemeinde eine eigene Kirche, die Christuskirche, erbaute.
Das Dekanat wurde 1810 als Dekanat Sulzbach gegründet und gehörte anfangs zum Konsistorium Bayreuth, ab 1921 zum Kirchenkreis Bayreuth. Mit der Gründung des Kirchenkreises Regensburg 1951 wurde es dorthin umgegliedert.
Das Dekanat Sulzbach-Rosenberg ist am 1. Juli 2024 mit den Dekanaten Cham und Weiden zum Dekanat Cham/Sulzbach-Rosenberg/Weiden fusioniert.

## Kirchengemeinden
Zum Zeitpunkt der Auflösung gehörten folgende Kirchengemeinden zum Dekanat:
| - Amberg - Auferstehungskirche' - Amberg, Auferstehungskirche (1962) - Amberg - Paulanerkirche - Amberg, Paulanerkirche (1729) - Edelsfeld-Kürmreuth - Edelsfeld, St. Stephan (12. Jahrhundert), Simultankirche bis 1905 - Weißenberg, St. Vitus (16. Jahrhundert), Simultankirche bis 1916 - Kürmreuth, St. Laurentius (14. Jahrhundert), Simultankirche - Niederärndt, St. Joseph (12. Jahrhundert), Simultankirche - Etzelwang - Etzelwang, St. Nikolaus (1720–1763), Simultankirche bis 1970 - Ernhüll, St. Margarethen (15. Jahrhundert) - Högen, St. Johannis (1956) - Kirchenreinbach, St. Ulrich (15. Jahrhundert, 1718 erweitert) - Eschenfelden, Corpus Christi, (15. und 19. Jahrhundert), Simultankirche - Fürnried - Fürnried, St. Willibald (1795) - Poppberg, Martin-Luther-Kirche (1950) - Schwend, Christuskirche (1952) - Hirschau, Gustav-Adolf-Gedächtnis-Kirche (1932) | - Illschwang - Illschwang, St. Veit (vor 1100), Simultankirche - Frankenhof, St. Margarethe, Simultankirche - Götzendorf, St. Magdalena, Simultankirche - Königstein, St. Georg (Turm 1125, Langhaus 1785), Simultankirche bis 1965 - Nabburg - Nabburg, Laurentiuskirche (1489) - Pfreimd, Pauluskirche (1972) - Neukirchen bei Sulzbach-Rosenberg, St. Peter und Paul (vor 12. Jh.) und Holnstein Schloßkapelle St. Katharina (vor 1500) - Oberviechtach-Schönsee - Oberviechtach Auferstehungskirche (1964) - Rieden, Paul-Gerhardt-Kirche (1957) - Schwandorf - Schwandorf, Erlöserkirche (1950) - Wackersdorf, Friedenskirche (1966) - Schwarzenfeld, Christuskirche - 'Sulzbach-Rosenberg Christuskirche - Sulzbach-Rosenberg, (1953) Christuskirche (1958) - Sulzbach-Rosenberg St. Johannis - Sulzbach-Rosenberg, St. Johannis (vor 1500) Simultankirche bis 1900 - Poppenricht, Michaelskirche (1870/72) Simultankirche bis 1966 |